# Unione Sportiva Ghiaccio Zoldo
L'Unione Sportiva Ghiaccio Zoldo (in passato denominata anche USG Zoldo Valcellina), è una squadra di hockey su ghiaccio di Val di Zoldo, in provincia di Belluno.

## Storia

### Fondazione
L'USG Zoldo nacque a Forno di Zoldo il 25 gennaio 1972, con l'obiettivo di far sviluppare l'attività del pattinaggio nel neonato campo di ghiaccio.
Inizialmente l'attività era prettamente giovanile e la prima partecipazione ad un campionato under-16 è del 1975, seguiranno poi le altre categorie.

### L'approdo in Serie B ed in serie A
Col tempo l'attività del settore giovanile comincia ad avere successo, e alcuni giovani zoldani vengono ceduti in prestito a squadre della serie B. Il successo riscosso convince la dirigenza a partecipare al primo campionato senior, la serie B 1987-88, chiusa all'ottavo posto. Le due stagioni successive giunge terzo, mentre nel 1990-91 giunse in finale di serie B1, uscendone sconfitto per mano dell'Hockey Club Merano. Il Merano tuttavia rinuncerà alla promozione, così come il Cortina retrocesso, e la commissione tecnica della FISG deciderà la promozione dello Zoldo in serie A per la stagione 1991-92. La stagione non fu felice né in Alpenliga (una sola vittoria), né in campionato: la squadra venne retrocessa dopo lo spareggio con il Fiemme Cavalese.
Nella stagione successiva sfiorò nuovamente la promozione, ma fu sconfitto in finale, questa volta dalla compagine del CourmAosta.

La vittoria del campionato di B arriverà comunque nel 1994-95, ma la società dovette rinunciare alla massima serie per mancanza di sponsor. La squadra si ripeterà la stagione successiva, e questa volta ad impedire il ritorno in massima serie sarà la riforma dei campionati: lo Zoldo sarà iscritto alla neonata Serie A2, che chiuderà al 12º posto, retrocedendo in B.
Giocherà ancora in A nel particolare campionato 1996/97 ma tornerà in A2 dopo una sola stagione, costretto inoltre ad utilizzare il palazzo del ghiaccio di Belluno per oltre metà torneo. Rimarrà in A2 (perdendo la tra l'altro due finali playoff consecutive, nel campionato 1997/98 e nel campionato 1998/99, sempre contro l'Auronzo) fino al ritorno nella massima serie nel campionato 1999-2000, ultima apparizione dello Zoldo in serie A, prima di ritornare in B. Dopo una stagione ritornò in seconda serie (che era tornata a chiamarsi Serie B), per poi confermarsi (anche quando, nel 2002-03 tornò nuovamente a chiamarsi A2).

### La cessazione dell'attività e l'iscrizione alla serie C
Con la riforma dei campionati nel 2003-04 lo Zoldo si iscrisse alla Serie B, per poi scomparire dai tornei federali per alcune stagioni.

Tuttavia, nel 2007-08 la squadra ha riaperto l'attività, iscrivendosi al girone Nord Est della serie C Interregionale, vincendolo (fu poi terzo alle finali nazionali). Per problemi allo stadio di Zoldo, tuttavia, la squadra ha, a partire da quella stagione, giocato le partite casalinghe a Claut (PN) ed ha preso il nome di USG Zoldo Valcellina.
Dal 2011-2012 è tornato alla denominazione originaria, ripartendo tuttavia dalla sola attività giovanile.

### La squadra femminile
A partire dalla stagione 2023-2024, lo Zoldo ha iscritto la neonata squadra femminile alla massima serie.

## Stadio
Lo stadio del ghiaccio di Zoldo, chiamato anche Disco Arena, è situato in Località Soccampo. Dispone di un impianto artificiale di refrigerazione ma non della copertura.
È in previsione la realizzazione di una modernissima struttura che comprende pista e spalti coperti, ristorante e palestra di roccia interna e esterna. 